# Catch (musica)
In campo musicale una catch o trick canon è un genere di round - una composizione musicale in cui due o più voci (generalmente almeno tre) cantano ripetutamente la stessa melodia o talvolta leggermente modificata, iniziando in punti successivi. In una catch, le linee di testo interagiscono in modo tale che si riesce ad ascoltare, durante l'esecuzione del pezzo, una parola o una frase che non compare se cantata da una sola voce. Questa frase è spesso carica di allusioni, politicamente sovversiva o volgare.
Nella composizione di una "catch" le differenti voci sono normalmente indicate, "1", "2", "3", etc. Ciò indica che la voce "1" canta per prima. Quando la parte è stata completata, di solito viene ripetuta e la voce "2" si unisce alla prima e così via. Dopo che le prime due voci hanno cantato la loro parte si ha l'ingresso dalla voce "3". A volte ci possono essere delle variazioni nelle parole o nella musica, da cantare in ogni parte, la seconda o terza volta che viene eseguita. Un errore comune nelle esecuzioni è quello che tutte le voci iniziano insieme.
Noti compositori di "catch" sono stati Henry Purcell (A catch upon the viol ), Michael Wise (A catch upon the midnight cats ) e John Wall Callcott. La "catch" più nota di Callcott, Sir John Hawkins' History of Music  ridicolizza l'opera di Sir John Hawkins comparandola con quella di Charles Burney. Un esempio di "catch" particolarmente oscena è My man John  di John Eccles.
Uno dei più prolifici compositori moderni di "catch" è Donald Sosin, che ha scritto decine di queste composizioni per occasioni speciali e per diversi gruppi vocali.
Le "catch" mostrano la proprietà della sinergia, per cui il tutto è maggiore della somma delle parti (e anche abbastanza imprevedibile all'esame delle parti soliste).
Esempio: File sonoro
We took off our ugly clothes
And put on our tails again
We combed our hair
We're beautiful to look at
We feel immense joy
To be in your city
Of course we'll tell you who we are
We could never forgive the omission.